# Conothele nigriceps
Espèce
Conothele nigriceps est une espèce d'araignées mygalomorphes de la famille des Halonoproctidae.

## Distribution
Cette espèce est endémique des îles Salomon.

## Description
Le mâle holotype mesure 10 mm.

## Publication originale
- Pocock, 1898 : Scorpions, Pedipalpi and spiders from the Solomon Islands. The Annals and magazine of natural history, sér. 7, vol. 1 p. 457-475 (texte intégral).